# الله‌وردی رجایی سلماسی
الله‌وردی رجایی سلماسی (زاده ۱۳۱۶، سلماس) نخستین دبیرکل سازمان کارگزاران بورس اوراق بهادار تهران (سابق) پس از انقلاب ۱۳۵۷ (۱۳۷۶–۱۳۵۹) بود و در مقطعی از آن دوران ریاست شورای عالی انجمن حسابداران خبره ایران را نیز بر عهده داشت. او از بنیانگذاران بانک سامان است که در آغاز در مقام مدیرعامل مؤسسه اعتباری سامان اقتصاد و سپس در مقام مدیرعامل و رئیس هیئت مدیره (۱۳۹۰–۱۳۷۸) این بانک خصوصی خدمت کرد. وی همچنین از دی ۱۳۴۳ تا آذر ۱۳۵۹ نیز مسئولیت‌های مختلفی را - از جمله، معاون اداری و مالی و مشاور رئیس کل - در بانک مرکزی ایران بر عهده داشت.

## زندگی‌نامه
- ۱۳۱۶ در سلماس زاده شد. تحصیلات ابتدایی و متوسطه را در زادگاه‌اش و اورمیه گذراند. درجه کارشناسی و کارشناسی‌ارشد حسابداری خود را، به ترتیب در ۱۳۴۳ و ۱۳۴۴، از دانشکده حسابداری و علوم مالی شرکت ملی نفت ایران گرفت.
- از ۱۳۳۴ تا ۱۳۴۴ در وزارت فرهنگ (سابق) آموزگار بود. پس از آن، در سازمان بیمه‌های اجتماعی (سابق) (۱۳۴۲–۱۳۳۸)، و بانک مرکزی ایران (دی ۱۳۴۳ تا آذر ۱۳۵۹) خدمت کرد. از جمله مقام‌های برجسته وی در بانک مرکزی ایران می‌توان به بازرس بانکها، سرپرست اداره نظارت بر بانکها (پیش از انقلاب ۱۳۵۷)، مدیریت بانکی، معاون اداری و مالی، مشاور رئیس کل، و سرپرست بانک ایران و روس (سابق) (پس از انقلاب ۱۳۵۷) اشاره کرد.
- در روز چهارشنبه ۲ اسفند ۱۳۵۱ به همراه ۳۳ تن دیگر انجمن حسابداران خبره ایران را تأسیس کردند.
- در آذر ۱۳۵۹ به عنوان نخستین دبیرکل سازمان کارگزاران بورس اوراق بهادار تهران (سابق) منصوب شد. همزمان ریاست شورای عالی انجمن حسابداران خبره ایران را بر عهده داشت. دوران دبیرکلی وی در سازمان کارگزاران بورس اوراق بهادار تهران (سابق) ۱۷ سال (تا مهر ۱۳۷۶) به درازا انجامید؛ که از این حیث در بین همه روسای این سازمان درازمدت‌ترین دوران ریاست را داشت.
- در ۱۳۷۸ به عنوان یکی از مؤسسان نقش اساسی در بنیان‌گذاری بانک سامان داشت. در مدت زمان نزدیک به ۱۳ سال حضور در تیم راهبری این بانک خصوصی ابتدا در مقام مدیرعامل مؤسسه اعتباری سامان اقتصاد و سپس در مقام مدیرعامل (تا ۱۳۸۶) و پس از آن رئیس هیئت مدیره (۱۳۸۶ تا ۱۳۹۰) بانک سامان خدمت کرد.
- پس از وقوع تقلب ۳۰۰۰ میلیارد تومانی در شبکه بانکی ایران، وی به همراه گروهی از مدیران بانک‌های خصوصی و دولتی در آبان ۱۳۹۰ از مقام خود استعفا داد و اعلام کرد قصد دارد کاملاً بازنشسته شود و باقی‌مانده عمر خود را به استراحت و مطالعه بپردازد.[۱][۲][۳][۴][۵][۶][۷][۸]